# معسكرسلحد (دبا)
معسكرسلحد منطقة سكنية تقع في ولاية دبا، التابعة لمحافظة مسندم في سلطنة عمان. يقدر عدد سكانها بـ 4 نسمة حسب إحصاء عام 2010 التابع للمركز الوطني للإحصاء والمعلومات الحكومي. رمز المنطقة هو 30240253.

## الوصلات الخارجية
- المركز الوطني للإحصاء والمعلومات، سلطنة عمان